# Vitória Régia (escola de samba)
Grêmio Recreativo Escola de Samba Vitória Régia é uma escola de samba de Manaus, capital do Amazonas. Suas cores oficiais são o verde e o rosa, inspirados na Estação Primeira de Mangueira do Rio de Janeiro. Alcunhada de o "Berço do Samba", é, ao lado da Andanças de Ciganos, a mais antiga escola de Manaus em atividade. Localizada na Praça 14 de Janeiro, local onde fica localizado o segundo quilombo urbano do Brasil, o Quilombo do Barranco de São Benedito. A escola foi fundada por membros que participaram da extinta Escola Mixta da Praça 14.

## História
A Vitória Régia foi fundada em uma segunda-feira, 1º de dezembro de 1975, na casa de "Tia" Lindoca, na Rua Jonathas Pedrosa, Praça 14 de Janeiro. Entre seus principais fundadores foram "seu" Fernando, Chiquito, Zé Ruidade, a própria Tia Lindoca, entre outros, descendentes de fundadores da tradicional Escola Mixta da Praça 14 de Janeiro.
A escola realizava seus ensaios no pátio da casa da Tia Lindoca até 1988. Por vezes ensaiava também na própria praça do bairro. No ano de 1989 a agremiação obteve finalmente sua quadra coberta, ao lado da Igreja Nossa Senhora de Fátima, na Rua Emílio Moreira. Após seu primeiro desfile em 1976, a agremiação conquistou um tetracampeonato (1977, 1978, 1979 - junto à coirmã Em Cima da Hora - e 1980), além do campeonato de 1984 em que foi declarada campeã junto com Andanças de Ciganos, Barelândia e Mocidade de Aparecida. Em 1990, junto ao então emergente Reino Unido da Liberdade, a escola voltava a vencer uma disputa.
Por toda a década de 1990 a Verde e Rosa colecionou vice-campeonatos (1992, 1993, 1994, 1998). Em 1999, a Vitória-Régia homenageou os 50 anos da Rádio Difusora do Amazonas, e contratou o consagrado cantor pernambucano Belo Xis, que no mesmo ano, venceu a disputa de samba de quadra da escola, onde havia 22 obras inscritas. Entretanto, naquele ano, a escola seria desclassificada do Carnaval.
O título seguinte só veio em 2001, junto a outras 3 escolas (A Grande Família, Balaku Blaku e Aparecida) e, finalmente, o título "puro sangue" em 2002, no enredo: "Parintins: fascínio e magia da Ilha Tupinambarana". Nesse ano, o presidente era Darlan Braga, filho de Dauro Braga, o presidente do título de 1990.
Com a subida à presidência de Mestre Didi, antigo diretor de bateria, em 2003, eis que vem mais um título (2004, dividido com a Mocidade de Aparecida), na homenagem à Praça 14, Tia Lurdinha (baiana da escola, falecida um ano antes, e a Nestor Nascimento, advogado, nascido no bairro da Praça 14, defensor das "causas negras", bem como relata o samba da escola).
Em 2005 a escola da Praça 14 homenageou o Amazonas Shopping. Em 2006, mais uma vez fez uma auto-homenagem: "30 anos de história", no samba de Nivaldo Santos, falecido meses depois. Em 2007 falou sobre a água e em 2008 sobre o famoso Mercado Adolpho Lisboa, que fora construído na época áurea da borracha. Em 2009 a Verde Rosa homenageou o político roraimense Ottomar de Souza Pinto.
No ano de 2010, a Verde e Rosa ganhou mais um título, homenageando a Academia Amazonense de Letras. Em 2012, levou para seu desfile um enredo sobre o próprio Sambódromo de Manaus, o maior do Brasil, em capacidade de público: 100 mil pessoas. Com esse desfile, obteve a sexta colocação.
Em 2014, por decisão conjunta das escolas de samba que desfilaram sob forte chuva, todas as agremiações foram declaradas campeãs, com o "Berço do Samba" conquistando seu 11° título com o enredo "Da África ao Amazonas, da escravidão à liberdade – 130 anos da Abolição da Escravatura".
No ano de 2019, a Vitória Régia recebeu a Estação Primeira de Mangueira em sua quadra, sendo a primeira Escola de Samba de Manaus a receber uma escola do Rio de Janeiro com todo o seu staff completo (Ala Musical, Apresentador, Bateria, Rainha de Bateria e Mestre-Sala e Porta Bandeira). Em 2020, foi feito o caminho inverso e, toda a Direção do GRES Vitória Regia esteve presente no Rio de Janeiro junto ao presidente Elias Riche e o diretor Amauri Wanzeler para discutirem similaridades e diferenças entre os carnavais de Rio e Manaus.

## Segmentos

### Presidentes
| Nome                     |  | Mandato     | Ref.   |
| ------------------------ |  | ----------- | ------ |
| Dauro Braga              |  | 1987 - 1991 |        |
| Darlan Braga             |  | 2000 - 2002 |        |
| Mestre Didi              |  | 2003 - 2005 |        |
| Darlan Braga             |  | 2006 - 2008 | [ 10 ] |
| Conselho Executivo       |  | 2009 - 2011 | [ 11 ] |
| Alexandre Marques - Lelé |  | 2012 - 2014 | [ 12 ] |
| Ivan Martins             |  | 2015 - 2017 |        |
| Mestre Didi              |  | 2018 - 2022 |        |
| Darlan Braga             |  | 2023 - 2025 |        |

### Diretores
| Ano  | Diretor de Carnaval | Diretor de harmonia                    | Mestre de bateria                                                                       | Ref.   |
| ---- | ------------------- | -------------------------------------- | --------------------------------------------------------------------------------------- | ------ |
| 1991 |                     |                                        |                                                                                         |        |
| 1992 |                     |                                        |                                                                                         |        |
| 1993 |                     |                                        |                                                                                         |        |
| 1994 |                     |                                        | Diretor de Bateria: Mestre Tapioca e Mestre Didi Redman Mestre de Bateria: Mestre Saúba |        |
| 1995 |                     |                                        |                                                                                         |        |
| 1996 |                     |                                        |                                                                                         |        |
| 1997 |                     |                                        |                                                                                         |        |
| 1998 |                     |                                        |                                                                                         |        |
| 1999 |                     |                                        |                                                                                         |        |
| 2000 |                     |                                        |                                                                                         |        |
| 2001 |                     |                                        |                                                                                         |        |
| 2002 |                     |                                        |                                                                                         |        |
| 2003 |                     |                                        |                                                                                         |        |
| 2004 |                     |                                        |                                                                                         |        |
| 2005 |                     |                                        |                                                                                         |        |
| 2006 |                     | Rodrigo Padilha / Mestre Gil           |                                                                                         |        |
| 2007 |                     |                                        |                                                                                         |        |
| 2008 |                     |                                        |                                                                                         |        |
| 2009 |                     |                                        |                                                                                         |        |
| 2010 |                     | Comissão                               |                                                                                         |        |
| 2011 |                     | Luiz Coelho e Marlene Silva            |                                                                                         |        |
| 2012 |                     | Luiz Coelho e Marlene Silva            |                                                                                         |        |
| 2013 | Antonino Araújo     | Comissão                               | Didi Redman e Pajé                                                                      | [ 10 ] |
| 2014 |                     | Elciano Eduardo                        | Comissão de Bateria                                                                     |        |
| 2015 |                     | Elciano Eduardo                        | Luiz Carlos                                                                             | [ 13 ] |
| 2016 |                     | Elciano Eduardo                        |                                                                                         |        |
| 2017 |                     | Cosme Lima, Aldenor Lima e Raul Lucena |                                                                                         |        |
| 2018 | Darlan Braga        | Comissao de Harmonia                   | MESTRE DIDI                                                                             |        |
| 2019 | Rivaldo Pereira     | Comissao de Harmonia                   | MESTRE CHOCOLATE E COMISSAO                                                             |        |
| 2020 | Fabricio Nascimento | Felipe França                          | MESTRE CHOCOLATE E COMISSAO                                                             |        |
| 2023 | Aldemir Nascimento  | Luiz Coelho e Sônia Rocha              | ALEXANDRE MELO                                                                          |        |

### Coreógrafo
| Ano  | Nome             | Ref. |
| ---- | ---------------- | ---- |
| 2014 | Luizinho Andrade |      |
| 2015 |                  |      |
| 2023 | Karina           |      |

### Casal de Mestre-sala e Porta-bandeira
| Ano  | Nome                            | Ref.   |
| ---- | ------------------------------- | ------ |
| 2013 | Rogério e Nahuna Sahdo          | [ 10 ] |
| 2016 | Gleydson Lessa e Anik Sena      | [ 14 ] |
| 2023 | Gleydson Lessa e Yasmin Menezes |        |
| 2024 | Gleydson Lessa e Ingra Costa    |        |
| 2025 | Robson Antunes e Ingra Costa    |        |

### Corte de bateria
| Ano  | Rainha                  | Madrinha       | Musa            | Ref    |
| 2011 | Mayla Jéssika           |                |                 |        |
| 2012 | Priscila Carla          |                |                 |        |
| 2013 | Fabiana Santos da Silva |                | Rayana Nayra    | [ 10 ] |
| 2014 | Bianca Almeida          | Yara Oliver    | Rayana Nayra    | [ 15 ] |
| 2015 | Bianca Almeida          | Marcela Santos | Alayane Nunes   |        |
| 2016 | Marcela Santos          | Alayane Nunes  | Mirella Andrade | [ 16 ] |
| 2023 | Hursula Freitas         |                |                 |        |

## Carnavais
| Ano                       | Colocação       | Grupo    | Enredo | Carnavalesco         | Intérprete                   | Ref                          |
| ------------------------- | --------------- | -------- | --- | -------------------- | ---------------------------- | ---------------------------- |
| 1976                      | Vice-Campeã     | Especial | Lenda Mistica da Vitória Régia |                      | Torrado                      |                              |
| 1977                      | Campeã          | Especial | | Torrado              |                              |                              |
| 1978                      | Campeã          | Especial | |                      |                              |                              |
| 1979                      | Campeã          | Especial | Ano Internacional da Criança |                      | Torrado                      |                              |
| 1980                      | Campeã          | Especial | Candomblé |                      | Torrado                      |                              |
| 1981                      | Vice-Campeã     | Especial | No mundo encantado da primavera |                      | Torrado                      |                              |
| 1982                      | Vice-Campeã     | Especial | O Circo fantástico da Praça 14 |                      | Antonio Luiz Edivaldo Matos  | Antônio Luís Garcia de Matos |
| 1983                      | Vice-Campeã     | Especial | Lindo, lindo, lindo, o carnaval num jardim encantado |                      | Torrado                      |                              |
| 1984                      | Campeã          | Especial | Segura Iô, Segura Yayá, vem para Avenida a Verde e Rosa vai passar... |                      | Carlinhos Gordo              |                              |
| 1985                      | 3º lugar        | Especial | A força e a raça dos seus imortais (Neném) |                      | Torrado                      |                              |
| 1986                      | Vice-Campeã     | Especial | Do Divino à Verde e Rosa |                      | Torrado                      |                              |
| 1987                      | 5º lugar        | Especial | Assim nasceu a liberdade |                      |                              |                              |
| 1988                      | 5º lugar        | Especial | Vitória Régia, celeiro de maestrias |                      |                              |                              |
| 1989                      | Vice-Campeã     | Especial | Vitória Régia nos Reino dos Orixás |                      | Torrado                      |                              |
| 1990                      | Campeã          | Especial | Nem verde, nem rosa... |                      | Torrado                      |                              |
| Não houve desfile em 1991 |                 |          | |                      |                              |                              |
| 1992                      | Vice-Campeã     | Especial | A viagem do Rei |                      | Nilson                       |                              |
| 1993                      | Vice-Campeã     | Especial | De bumbum virado pra lua |                      | Torrado e Edmundo soldado    |                              |
| 1994                      | Vice-Campeã     | Especial | Dos tambores de mestre Antão ao ecoar de uma nação |                      | Nivaldo Santos               |                              |
| 1995                      | 3º lugar        | Especial | Hoje Quem Bota a Banca sou Eu |                      | Alzier                       |                              |
| 1996                      | 3º lugar        | Especial | De verde vivi, de rosa cantei, Manaus que eu vi e sonhei |                      | Edmundo soldado              |                              |
| 1997                      | Vice-Campeã     | Especial | Do jeito que o rei pintou... |                      | Edmundo Soldado              |                              |
| 1998                      | Vice-Campeã     | Especial | Os 3 ecos do jardim que hoje eu canto |                      | Edmundo Soldado              |                              |
| 1999                      | Desclassificada | Especial | Na carruagem dos sonhos, 50 anos de amor no ar |                      | Belo Xis                     | [ 4 ]                        |
| 2000                      | 3º lugar        | Especial | Amazonas, novo milênio de prosperidade |                      | Alzier e David Assayag       |                              |
| 2001                      | Campeã          | Especial | Manacapuru, do majestoso Solimões és a eterna princesa... |                      |                              |                              |
| 2002                      | Campeã          | Especial | Parintins: fascínio e magia do povo Tupinambá |                      |                              |                              |
| 2003                      | 4º lugar        | Especial | Arthur - 4 gerações de glórias |                      |                              |                              |
| 2004                      | Campeã          | Especial | A Bela União surgiu uma grande nação, a 14 de Tia Lurdinha e Nestor Nascimento (in memoriam) |                      |                              |                              |
| 2005                      | 4º lugar        | Especial | Vitória Régia é Amazonas Shopping |                      |                              |                              |
| 2006                      | 3º lugar        | Especial | Vitória Régia revivendo a sua história mostra 30 anos de glórias |                      |                              |                              |
| 2007                      | 3º lugar        | Especial | Na fonte que canta nasce a água que encanta Compositores: Marinho Saúba, Edmundo Soldado, Lúcio Júnior e Onércio Torres |                      | Prince                       | [ 17 ]                       |
| 2008                      | Vice-Campeã     | Especial | Mercado Adolfo Lisboa - A sua História Gloriosa Hoje Cantamos em Verde e Rosa Compositores: Mestre Caby, Marquinho Costa, Auzier do Samba, Zé Arilson, Ronny, Ribamar e Márcio Ruy                                                       |                      | Auzier do Samba              | [ 18 ]                       |
| 2009                      | 5º lugar        | Especial | Ottomar Pinto: Do Nordeste Decolou e no Coração de Roraima Pousou. |                      |                              |                              |
| 2010                      | Campeã          | Especial | Cantando o Pensamento na Amazônia, a Verde e Rosa Saúda os Imortais Compositores: Marinho Saúba, Onércio Torres, Rodrigo Novaes, Lúcio Júnior e Edmundo Soldado Intérpretes: Auzier do Samba, M.Saúba, Jõão, Jeferson, Arnoldo e Edmundo |                      |                              |                              |
| 2011                      | 6º lugar        | Especial | A Praça 14 Canta e Encanta em Verde e Rosa a História do Teatro Amazonas Compositores: Schineider e Mestre Major Intérprete:Mestre Arnoldo                                                                                               |                      |                              |                              |
| 2012                      | 6º lugar        | Especial | Sambódromo: santuário do samba e das festas culturais |                      |                              | .                            |
| 2013                      | 7º lugar        | Especial | O centenário do Nacional em verde e rosa no nosso carnaval Compositores: Madson, Pintinho Inspiração, João Paulo, Márcio, Naval, Jaiwson, Malheiros, Nonato ST, Judson e Bambi.                                                          | Dudson Carvalho      | Auzier do Samba e Jr. Blanco | [ 10 ]                       |
| 2014                      | Campeã          | Especial | Da África ao Amazonas, da escravidão à liberdade – 130 anos da Abolição da escravatura | Comissão de Carnaval |                              |                              |
| 2015                      | 4º lugar        | Especial | De Nazaré a Conceição no caminho das águas |                      |                              |                              |
| 2016                      | 3º lugar        | Especial | A Terra do Nunca é Verde e Rosa |                      | Prince da Verde e Rosa       | [ 19 ] [ 3 ]                 |
| 2017                      | Vice-Campeã     | Especial | Olhos vendados, mãos firmes: A Verde e Rosa clama por justiça! |                      |                              |                              |
| 2018                      | 4º lugar        | Especial | Advocacia dos Primórdios à OAB, Nosso Direito de Sambar em Verde e Rosa |                      |                              |                              |
| 2019                      | 4º lugar        | Especial | Tinta nas Veias, a Verdade nas Mãos: Na Crítica de Calderaro "70 Anos" A Voz de uma Nação | Cahê Rodrigues       |                              |                              |
| 2020                      | 7° Lugar        | Especial | Wernher Botelho é coisa nossa...O abuso é verde e rosa. |                      |                              |                              |
| 2023                      | 6º Lugar        | Especial | A Nossa Especialidade É Ser Especial – por um Mundo Mais Acessível e Humano |                      |                              | [ 20 ] [ 21 ]                |
| 2024                      | 6° Lugar        | Especial | Arte e Magia, samba e reciclagem: Na natureza nada se cria, nada se perde tudo, se transforma |                      |                              |                              |
| 2025                      | 3º Lugar        |          | Meu Largo é Armado, Repleto de Histórias... Tem Arte Sacra, Arte Nata, Água Benta, Aguardente, Bæres e Beatas Brotam Nesse Chão. Em Verde e Rosa eu Canto com Emoção.                                                                    |                      |                              |                              |

### Títulos
- 1977, 1978, 1979, 1980, 1984, 1990, 2001, 2002, 2004, 2010, 2014 (11 títulos)